# 布儒斯特角

布魯斯特角（Brewster's angle），又稱為起偏振角，當入射自然光以此角度射入介面时，反射光是線偏振，並且與折射光线互相垂直。此角度是以苏格兰物理学家大卫·布儒斯特（1781年–1868年）命名的。

## 理論
當自然光在兩種各向同性介電質的分界面上反射和折射時，光的偏振狀態會改變。通常情況下，反射光和折射光不再是自然光，而是部分偏振光，而且在反射光中垂直於入射面的光振動要多於平行振動，而折射光則相反。反射光的偏振化程度與入射角有關，當入射角度等於布儒斯特角時，反射光就成為只有垂直於入射面的線偏振光。
布儒斯特角等于两种介质的折射率之比的反正切。
设θ1为入射角，θ2为折射角。根據斯涅尔定律有：
{\displaystyle n_{1}\sin \left(\theta _{1}\right)=n_{2}\sin \left(\theta _{2}\right),}
如果反射角和折射角垂直，则：
{\displaystyle n_{1}\sin \left(\theta _{B}\right)=n_{2}\sin \left(90-\theta _{B}\right)=n_{2}\cos \left(\theta _{B}\right).}
整理，得：
{\displaystyle \theta _{B}=\arctan \left({\frac {n_{2}}{n_{1}}}\right),}
其中n1和n2为该两种介质的折射率。

## 应用
偏振墨镜使用了布儒斯特角的原理来减少从水面或者路面反射的偏振光。
摄影师利用相同的原理来减少水面、玻璃或者其他非金属反射的太阳光。

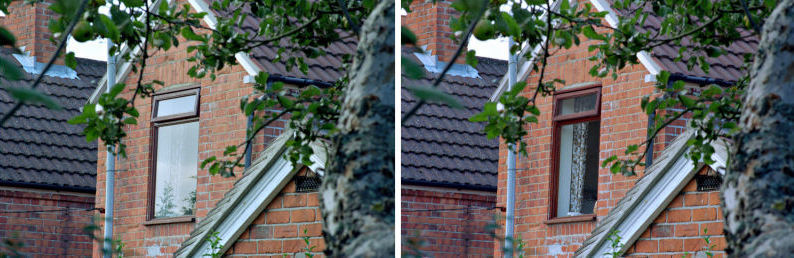
使用相機的偏光鏡旋轉到兩個不同的角度拍攝同一個窗子。在左圖中，偏光鏡的角度與窗子反射的偏振角對齊。在右圖，偏光鏡旋轉了90°，消除了嚴重偏振的反射光。